# TKKG – Der Club der Detektive
TKKG – Der Club der Detektive war eine Fernsehshow, in der zwei Kindermannschaften in Detektivspielen vor dem Hintergrund der Jugendkrimiserie TKKG gegeneinander antraten. Sie wurde von 1998 bis 2006 mit zwei Unterbrechungen ausgestrahlt.
Von 1998 bis 2003 wurde sie samstags um 7 Uhr im ZDF und sonntags um 13 Uhr im KiKA ausgestrahlt, wobei auch noch die beiden Maskottchen Cat und Dog dabei waren. 2005 und 2006 lief die Sendung dann um 19:25 Uhr im KiKA und mit den vier Detektiven.
Jeweils zwei Mannschaften (mit drei Kindern) spielten um die Superlupe für die Klassenkasse. Es galt mehrere Fragen zu beantworten, die alle mit Kriminalistik und Detektivspiel zu tun hatten.

## Auszeichnungen
Folge 105 – „Der Pferderipper“ (Autor: Klaus Reichert Musik: Christoph Brüx) wurde 2007 für die Teilnahme am Deutschen Kinder-Medien-Festival GOLDENER SPATZ nominiert.